# جرمی ابوبیس
جرمی ابوبیس (انگلیسی: Jeremy Ebobisse؛ زادهٔ ۱۴ فوریهٔ ۱۹۹۷) بازیکن فوتبال اهل ایالات متحده آمریکا است.
از باشگاه‌هایی که در آن بازی کرده‌است می‌توان به پورتلند تیمبرز اشاره کرد.
وی همچنین در تیم‌های ملی فوتبال United States men's national under-20 soccer team, United States men's national under-23 soccer team، و ایالات متحده آمریکا بازی کرده‌است.